# Rokeby (poème)
Pour les articles homonymes, voir Rokeby.
Rokeby (1813) est un poème narratif en six chants, de Walter Scott. Son action est située à Teesdale (en) au cours de la Guerre Civile anglaise.

## Personnages
- Oswald Wycliffe, un officier de l'armée, qui a l'intention de tuer son ex-complice Philippe Mortham
- Wilfrid Wycliffe, fils d'Oswald,
- Mathilde Rokeby, fille du Seigneur de Rokeby
- Seigneur de Rokeby, un Royaliste, prisonnier par Oswald Wycliffe
- Philip Mortham, un ancien associé d'Oswald Wycliffe, de retour des Caraïbes
- Bertram Risingham, un voyou à la solde de Oswald Wycliffe
- Redmond O' Neale, page du Seigneur de Rokeby

## Composition et publication
Le poème est né de l'amitié avec J. B. S. Morritt, un antiquaire et Membre du Parlement, dont la maison se trouvait au Parc Rokeby à Teesdale.
La dernière partie du manuscrit a été envoyée à l'imprimeur le 31 décembre 1812, et le livre a été publié le 10 janvier 1813.